# Kendem (langue)
Pour les articles homonymes, voir Kendem.
Le kendem (ou bokwa-kendem) est une langue bantoïde méridionale parlée dans la Région du Sud-Ouest au Cameroun, dans le département du Manyu, les arrondissements de Tinto et Upper Bayang, à l'est de Mamfé, particulièrement dans les villages de Kendem, Kekpoti et Bokwa.
Avec 1 500 locuteurs en 2001, c'est une langue en danger (statut 6b). 